# 云南地构叶
云南地构叶（学名：Speranskia yunnanensis），为大戟科地构叶属下的一个植物种。其种加词 yunnanensis 意为“云南的”。